# Частота дыхательных движений

Диафрагмальный (брюшной) тип дыхания у человека

Частота́ дыха́тельных движе́ний (ЧДД) — число дыхательных движений (циклов вдох-выдох) за единицу времени (обычно минуту). Является одним из основных и старейших биомаркеров.
Подсчёт числа дыхательных движений осуществляется по числу перемещений грудной клетки и передней брюшной стенки. Обычно в ходе объективного исследования сначала подсчитывают пульс, а затем — число дыхательных движений за минуту, определяют тип дыхания (грудной, брюшной или смешанный), его глубину и ритм.

## Частота дыхания у человека

### У взрослого человека
Здоровый взрослый человек в состоянии физиологического покоя совершает в минуту в среднем от 16 до 20, новорожденный — от 40 до 45 дыхательных движений, частота которых постепенно снижается с возрастом. Во сне дыхание урежается до 12—14 в минуту, а при физической нагрузке, эмоциональном возбуждении или после обильного приёма пищи — закономерно учащается.
Патологическое учащение дыхания (тахипноэ) развивается в результате некоторых патологических состояний:
1. сужения просвета мелких бронхов при их спазме либо диффузном воспалении их слизистой оболочки (бронхиолит), которые препятствуют нормальному поступлению воздуха в альвеолы;
2. уменьшения дыхательной поверхности лёгких (воспаление лёгких — крупозная или вирусная пневмония, туберкулёз лёгких, спадение лёгкого (ателектаз); сдавление лёгкого — экссудативный плеврит, гидроторакс, пневмоторакс, опухоль средостения; обтурация или сдавлении главного бронха опухолью; инфаркт лёгкого в результате закупорки тромбом или эмболом ветви лёгочного ствола;в резко выраженная эмфизема лёгкого и переполнение их кровью при отёке на фоне патологии сердечно-сосудистой системы);
3. недостаточной глубины дыхания (поверхностное дыхание) при резких болях в грудной клетке (сухой плеврит, диафрагматит, острый миозит, межрёберная невралгия, перелом рёбер, либо развитие в лёгких метастазов злокачественной опухоли), при резком повышении внутрибрюшного давления и высоком уровне стояния диафрагмы (асцит, метеоризм, поздние сроки беременности) и при истерии.

Патологическое урежение дыхания (брадипноэ) может быть вызвано:
1. повышением внутричерепного давления (опухоль головного мозга, менингит, кровоизлияние в мозг, отёк мозга);
2. воздействием на дыхательный центр накопившихся в значительных количествах в крови токсических продуктов метаболизма (уремия, печёночная или диабетическая кома, некоторые острые инфекционные заболевания и отравления).

### У детей
У здорового ребёнка визуально отмечается синхронное участие в акте дыхания обеих половин грудной клетки. Для определения степени подвижности (экскурсии) грудной клетки сантиметровой лентой измеряют окружность грудной клетки на уровне сосков спереди, а сзади под углами лопаток. При осмотре обращают внимание на тип дыхания. Подсчёт числа дыхательных движений проводят в течение минуты, когда ребёнок спокоен или спит. У новорожденных и детей раннего возраста можно пользоваться мягким стетоскопом, раструб которого держат около носа обследуемого ребёнка. Данный способ позволяет подсчитать число дыхательных движений, не раздевая ребёнка. Иногда так удаётся выслушать хрипы, характерные для бронхита, бронхиолита или пневмонии.
У новорожденных может отмечаться периодическое дыхание — чередование регулярного дыхания с нерегулярным. Это считается нормальным для этого возраста.
| Возраст       | Частота дыхания (/мин) | Пульс (ударов/мин) | Систолическое кровяное давление (mm Hg) |
| ------------- | ---------------------- | ------------------ | --------------------------------------- |
| Новорожденный | 30-60                  | 100-160            | 50-70                                   |
| 1-6 нед.      | 30-60                  | 100-160            | 70-95                                   |
| 6 мес.        | 25-40                  | 90-120             | 80-100                                  |
| 1 г.          | 20-40                  | 90-120             | 80-100                                  |
| 3 г.          | 20-30                  | 80-120             | 80-100                                  |
| 6 л.          | 12-25                  | 70-110             | 80-100                                  |
| 10 л.         | 12-20                  | 60-90              | 90-120                                  |